# Digamma
Digamma () er et forældet bogstav i det græske alfabet – det udgik af brug allerede før klassisk tid, og sandsynligvis også før nedskrivningen af de Homeriske digte. Det svarer lydmæssigt til en stemt labial-velær approksimant, w i det internationale fonetiske alfabet.
Bogstavet kaldes digamma på grund af dets form (et dobbelt gamma), men dets oprindelige navn er ikke kendt; formodentlig var det Ϝαυ (wau). Da det latinske alfabet blev dannet, overtog man digamma, men gav det en helt anden lyd, og det blev til det, vi kender som F.
Det bruges til talværdien 6 (det samme gør stigma Ϛ ϛ).

## Computer
I unicode er Ϝ U+03DC og ϝ er U+03DD.
|   | decimal | hex     | HTML |
| - | ------- | ------- | ---- |
| ϝ | &#989;  | &#x3dd; |      |
| Ϝ | &#988;  | &#x3dc; |      |